# Javier Urós Murillo
Francisco Javier Urós Murillo (Pamplona, 1 de junio de 1963) es un monje cisterciense, OCSO, español, abad del Monasterio de Santa María la Real de la Oliva desde octubre de 2020.

## Biografía
Nacido en Pamplona sus padres eran originarios de Ruesta. 
Cuando tenía 19 años ingresa en la Orden Hospitalaria de San Juan de Dios en Barcelona donde permanece hasta los 26 años en que regresa a Pamplona. Trabajó en el hospital psiquiátrico de Pamplona y en Salud Mental, en agudos, en el Hospital de Navarra. Estudió enfermería.
Ingresó como monje en el Monasterio de la Oliva en 1993. El 19 de marzo de 1999 realizó la profesión solemne. En aquella ocasión manifestó que en un principio había sentido la vocación religiosa como miembro de la Orden Hospitalaria de San Juan de Dios, finalmente descubrió su vocación definitiva en el Císter.
En 2004 se trasladó a Hornachuelos (Córdoba) al ser destinado a la filial de La Oliva, el Monasterio de Santa María de las Escalonias, donde fue elegido superior en diciembre de 2016, y, una vez elevado este monasterio al rango de priorato, nombrado su primer prior al año siguiente. Este monasterio cordobés fue fundado y depende del monasterio de la Oliva.
Aunque su profesión monacal fue anterior, no fue ordenado sacerdote hasta el 15 de junio de 2019.
El 2 de septiembre de 2020 fue elegido abad del Monasterio de la Oliva, en sustitución de Isaac Totorika, fallecido el 28 de julio de ese año. Según la relación de Abades del Monasterio de la Oliva, es el abad 96.º desde la fundación del cenobio en 1134.
El 7 de octubre de 2020, la Comunidad de la Oliva, formada por quince miembros, tres de ellos novicios, celebró la acogida de Urós Murillo como nuevo abad. La ceremonia estuvo presidida por Demetrio Fernández González, obispo de Córdoba; al que acompañaron Francisco Pérez González, Arzobispo de Pamplona-Tudela, su obispo auxiliar, Juan Antonio Aznárez, Isidoro Anguita, abad del monasterio de santa María de Huerta, predicó la homilía. También asistieron los abades de los monasterios de san Pedro de Cardeña (Burgos), Poblet (Tarragona) y Leyre.